# Galanthus nivalis
Il bucaneve (Galanthus nivalis L., 1753) è una pianta perenne, erbacea ed eretta della famiglia delle Amaryllidaceae.

## Etimologia e storia
Il nome del genere (“Galanthus”) deriva da due parole greche: “gala” = latte (bianco come il latte) e “anthos” = fiore.

L'epiteto specifico (“nivalis”) fa riferimento alla sua precoce fioritura in mezzo alla neve.

I riferimenti storici al bucaneve si perdono nella “notte dei tempi”. Viene chiamato “Stella del mattino” perché è uno dei primi fiori ad apparire nel nuovo anno. Anche le feste religiose (sia cristiane sia pagane) fanno riferimento a questo fiore: è una pianta sacra e simbolica per la festa della Candelora (2 febbraio); invece in Imbolc (antica festa irlandese del culmine dell'inverno – 1º febbraio) si dice che il colore bianco del bucaneve ricorda allo stesso tempo la purezza di una Giovane Dea (festeggiata in questa ricorrenza pagana) e il latte che nutre gli agnelli.

Tra le varie leggende anche Adamo ed Eva sono collegati al bucaneve: un racconto inglese narra che Eva scacciata dal paradiso terrestre fu presa dallo sconforto nel trovarsi su una terra buia e gelida, ma ben presto l'apparire di un bucaneve (grazie al miracolo di un angelo) le diede di nuovo forza e speranza.

È interessante ricordare ancora che in Inghilterra il bucaneve fu introdotto dalla Regina Elisabetta prelevato dalle zone selvatiche dell'Italia alpina. Tutta la pianta è velenosa e mortale.

## Descrizione

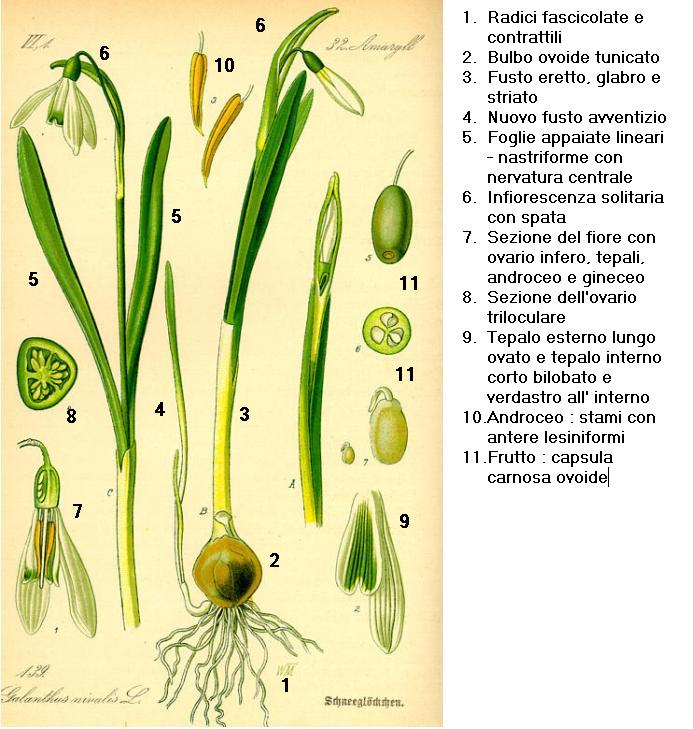
Descrizione delle parti della pianta

La forma biologica è definita come geofita bulbosa (G bulb): sono piante decidue provviste di un bulbo come organo perennante che ogni anno produce foglie e fiori.

### Radici
Le radici si generano nella parte inferiore del bulbo e sono fascicolate e di tipo contrattile.

### Fusto
- Parte ipogea: consiste in un bulbo ovoide di colore bruno – scuro dato da alcune tuniche avvolgenti come le cipolle. Dimensione: 3 cm.
- Parte epigea: eretto, glabro e leggermente striato; può arrivare fino a 20 – 30 cm di altezza.

### Foglie

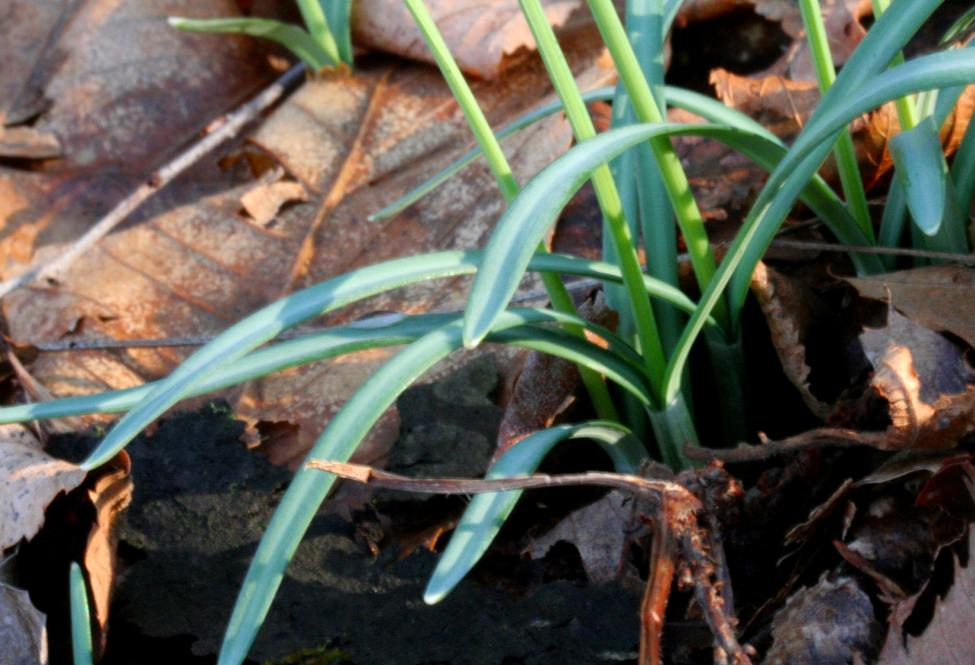
Le foglie lineari - nastriformi

Le foglie sono tutte radicali, fuoriescono cioè dal bulbo basale. 
- Foglie inferiori: una parte delle foglie (quelle più vicine al bulbo) sono ridotte a guaine membranose.
- Foglie superiori: le altre sono lineare – nastriformi lunghe come il fusto (lunghezza: 10 – 20 cm; larghezza: 3 – 7 cm), arrotondate all'apice e di consistenza carnosa con un'unica nervatura centrale. Sono di colore verde glauco (bluastro) e dotate di una copertura pruinosa dalla tinta cerosa. Inoltre si presentano appaiate a due a due.

### Infiorescenza
L'infiorescenza è solitaria e pendula (nutante - oscillante). Questa, tramite un peduncolo fiorale, fuoriesce dal bulbo radicale. Il fiore non ha un odore particolarmente gradevole e ha il peduncolo accompagnato da una spata patente (che sovrasta il fiore), trasparente e inguainata, dentellata alla sua estremità e fornita di due verdi e brillanti nervature. Lunghezza della spata: qualche centimetro (3 – 4 cm).

### Fiori

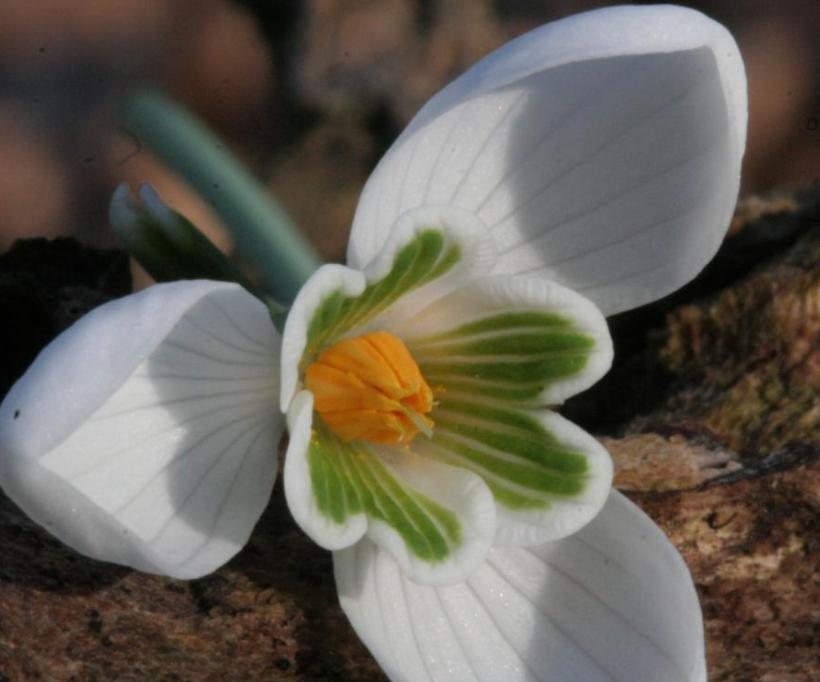
Tepali esterni/interni e stami

I fiori sono ermafroditi, attinomorfi e di colore bianco. Dimensione del fiore: 2,5 cm.
- Perigonio: il perigonio petaloide è composto da 6 tepali: 3 esterni e 3 interni.
  - I tepali esterni sono patenti (e liberi) e disposti a stella; hanno la forma ovata, concavi e sono lunghi 15–25 mm e larghi 3 – 9 mm.
  - I tepali interni sono eretti, embricati e sono più corti (1 cm di lunghezza); sulla pagina interna sono macchiati di verde (qualche volta sono giallastri), mentre su quella esterna hanno una V rovesciata, sempre di colore verde. Inoltre sono lievemente bilobati.

Entrambi i tepali hanno una decina di striature longitudinali e all'apice sono lievemente smarginati.
- Androceo: gli stami sono 6. Dei filamenti capillari portano le antere lesiniformi e di colore giallo-aranciato; queste hanno diversi pori o piccole fessure (dalle quali scaricano il polline) e convergono al centro attorno allo stilo.
- Gineceo: l'ovario è infero con 3 loculi (da 3 carpelli). Lo stilo è unico e fa sporgere lo stigma sopra il cono delle antere. In questo modo le vibrazioni degli insetti auto - impollinano il fiore.
- Fioritura: in febbraio e marzo.

### Frutti
Il frutto è una capsula carnosa dalla forma ovoidale di 6 – 9 mm.

## Biologia
- Impollinazione: tramite api. La disseminazione avviene anche tramite le formiche che sono ghiotte del frutto. È presente anche una fase di auto - impollinazione (vedi sopra) resa ancora più probabile dal fatto che i fiori sono omogami (maturano insieme le antere e gli stigmi).

## Distribuzione e habitat
- Geoelemento: il geoelemento è definito come Euroasiatico (Eurasiat. )
- Diffusione: la nostra pianta è presente in Europa meridionale e nelle zone caucasiche. In Italia questa specie è presente nelle regioni settentrionali e in quelle della penisola con l'esclusione della Calabria e della Sicilia dove è sostituito da Galanthus reginae-olgae Orph., risulta assente anche dalla Sardegna.
- Habitat: vegeta nei boschi di latifoglie, cespuglieti o prati; in tutti i casi zone di mezz'ombra e con terreni un po' pesanti. Nell'Italia centro-meridionale tende a divenire specie montana, mentre nel Nord Italia, in Toscana e nelle Marche è presente anche nelle pianure alluvionali e in prossimità delle coste.
- Diffusione altitudinale: da 0 a 1500 m s.l.m.

## Tassonomia
Galanthus è un piccolo genere con circa una ventina di specie, tutte molto precoci nel fiorire a primavera. All'interno della famiglia delle Amaryllidaceae il nostro genere appartiene alla tribù delle Galantheae.

La classificazione di questo gruppo di piante ha subito alcune modifiche nel corso del tempo. Questo è causato dal fatto che la famiglia delle Amaryllidaceae è strettamente imparentata con quella delle Liliaceae. Infatti secondo il Sistema Cronquist (degli anni ottanta) queste piante facevano parte di quest'ultima famiglia (e quindi all'ordine delle Liliales): il sistema Cronquist non contempla una famiglia di nome Amaryllidaceae, nonostante nelle classificazioni ancora più vecchie (vedi Adolf Engler) tale famiglia avesse una sua collocazione ben precisa.

Ma gli ultimi studi filogenetici (vedi la moderna classificazione APG) hanno dimostrato che le Liliaceae sono un gruppo parafiletico per cui molti generi sono stati attribuiti ad altre famiglie e quindi il genere Galanthus è rientrato nella famiglia delle Amaryllidaceae e nell'ordine delle Asparagales.

Il nostro fiore è l'unico del genere che cresce spontaneo in Italia. All'estero sono segnalate diverse cultivar (varietà coltivate) di questa specie: con fiori a diverse dimensioni, periodi diversi di fioritura, e altre caratteristiche di interesse per gli appassionati e il commercio.

### Specie simili
- Galanthus reginae-olgae Orph. - Bucaneve della Regina Olga: si tratta di una specie distribuita prevalentemente nella Penisola Balcanica sud-occidentale (Albania, Macedonia del Nord e Nord Ovest della Grecia) con stazioni disgiunte in Calabria e Toscana nord-occidentale (Galanthus reginae-olgae Orph. subsp. reginae olgae) e Sicilia (Galanthus reginae-olgae Orph. subsp. vernalis Kamari), si distingue per il parenchima clorofilliano caratterizzato da uno strato di cellule a palizzata particolarmente grandi e allungate, per la fioritura tendenzialmente autunnale e per il fatto di essere pianta isteranta, che emette le foglie solo al termine della fioritura (questi ultimi due caratteri sono tipici della sola subsp. reginae-olgae).
- Leucojum vernum L. - Campanellino o Falso bucaneve: la nostra specie può essere confusa facilmente con questo fiore appartenente alla stessa famiglia (Amaryllidaceae). Fiorisce nello stesso tempo e sui medesimi terreni, ma si distingue per la corolla più rotonda e per i tepali bianchi ma tutti uguali e macchiati di verde all'apice.
- Gagea lutea (L.) Ker-Gawl. – Cipollaccio stellato: possono essere confusi soprattutto prima della fioritura. Si differenzia comunque per avere le foglie singole (e non appaiate), acute all'apice (e non arrotondate) e solcate da tre nervature (e non una sola nervatura come la nostra specie). Ma la differenza più notevole è data dal colore giallo dei suoi tepali.

## Usi

### Farmacia
- Sostanze presenti: contiene galantamina,
- Proprietà curative: la pianta è emmenagoga ed emetica. La galantamina è un farmaco che sembra che rallenti il deterioramento cognitivo nei malati di Alzheimer. Bulbo, foglie e fiori sono velenosi e portano alla morte se ingeriti.

### Giardinaggio
Il bucaneve si può coltivare abbastanza facilmente: il bulbo deve essere piantato in autunno ad almeno 5 cm di profondità in terreni soleggiati d'inverno ma ombrosi d'estate (in prossimità di piante caducifoglie). Attenzione particolare si deve fare alle radici che siano ben coperte di terra in quanto non attecchiscono tanto facilmente.

### Simbologia
Nelle Isole Britanniche questo fiore è particolarmente celebrato come segno della Primavera imminente. 
Dal 2007 nei migliori giardini di bucaneve, boschi e tenute private della Scozia viene organizzato lo Scottish Snowdrop Festival (Festival Scozzese del Bucaneve) grazie al coordinamento di VisitScotland che organizza aperture, passeggiate, visite guidate ed eventi (1º febbraio – 15 marzo). Fonte

## Galleria d'immagini

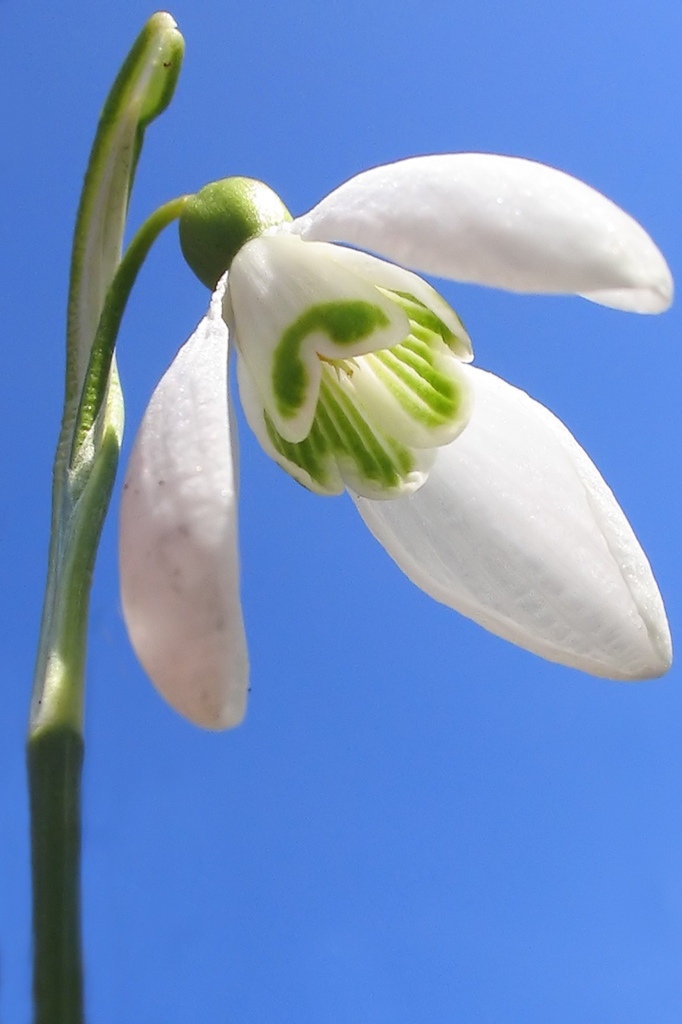
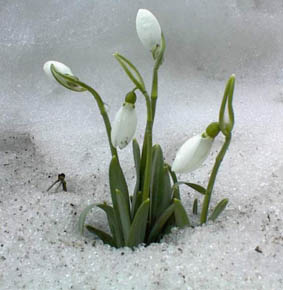
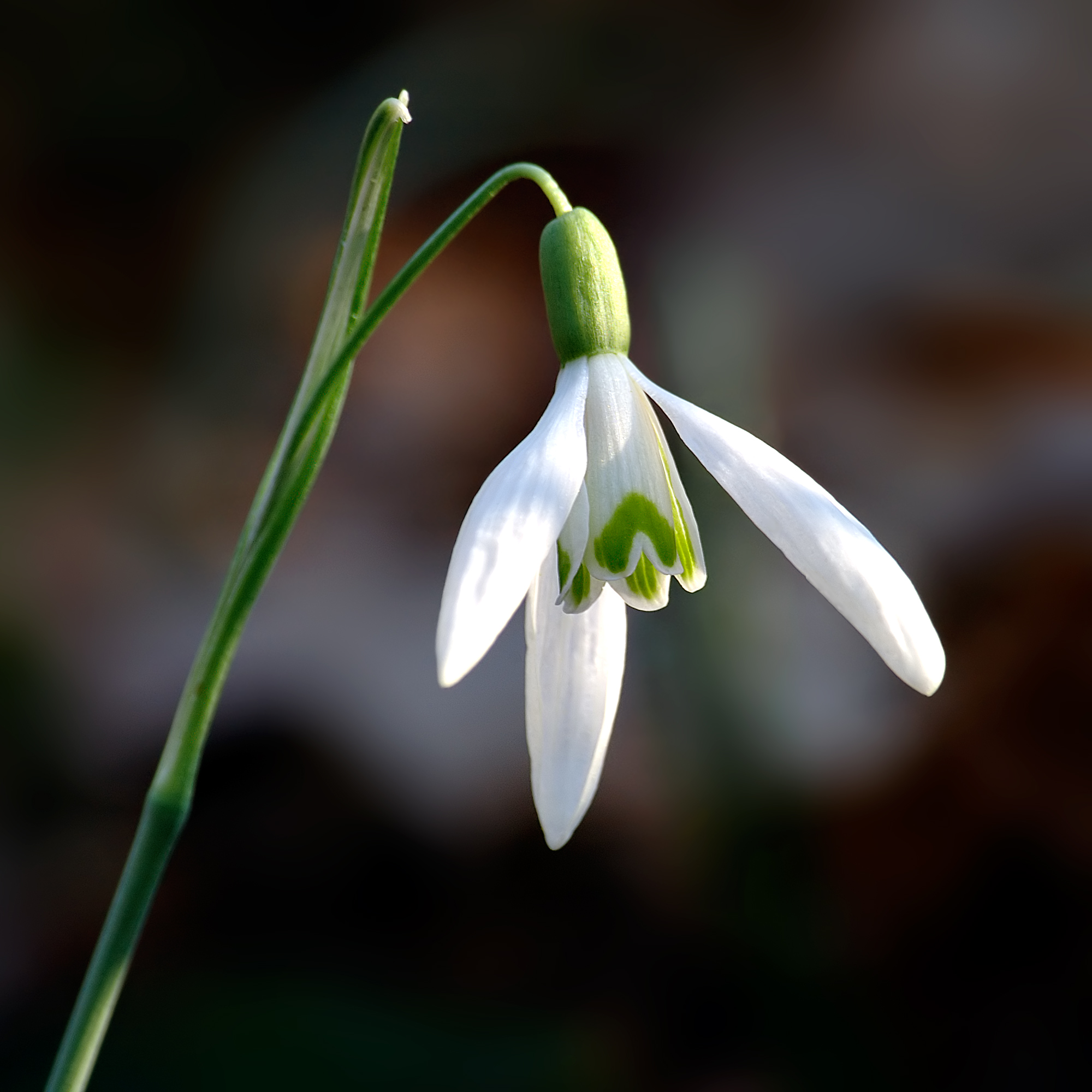
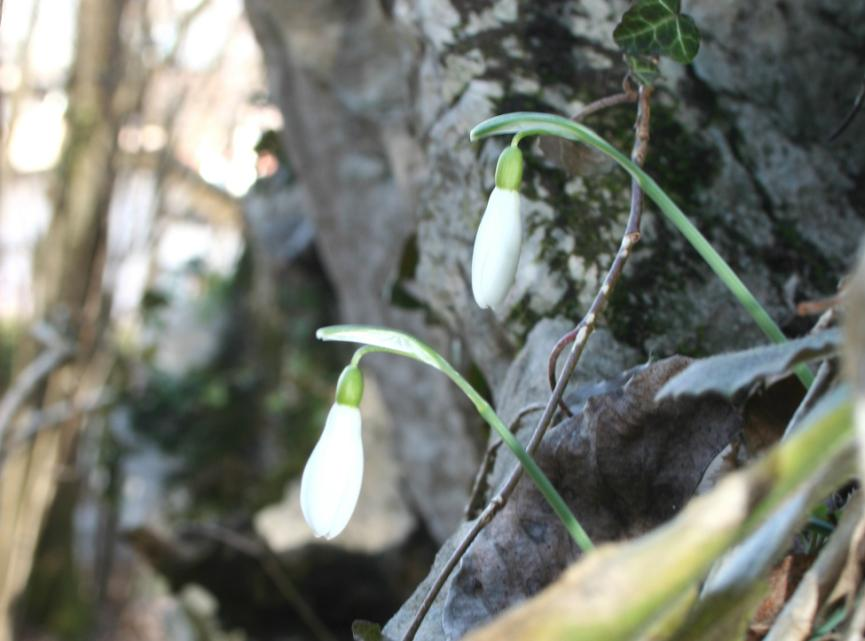
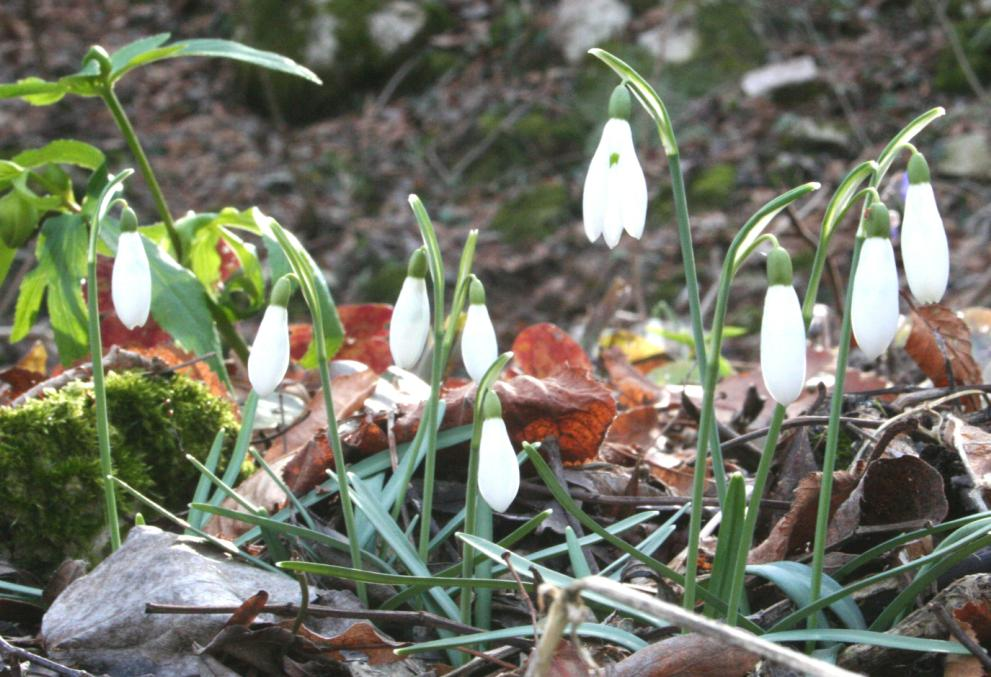
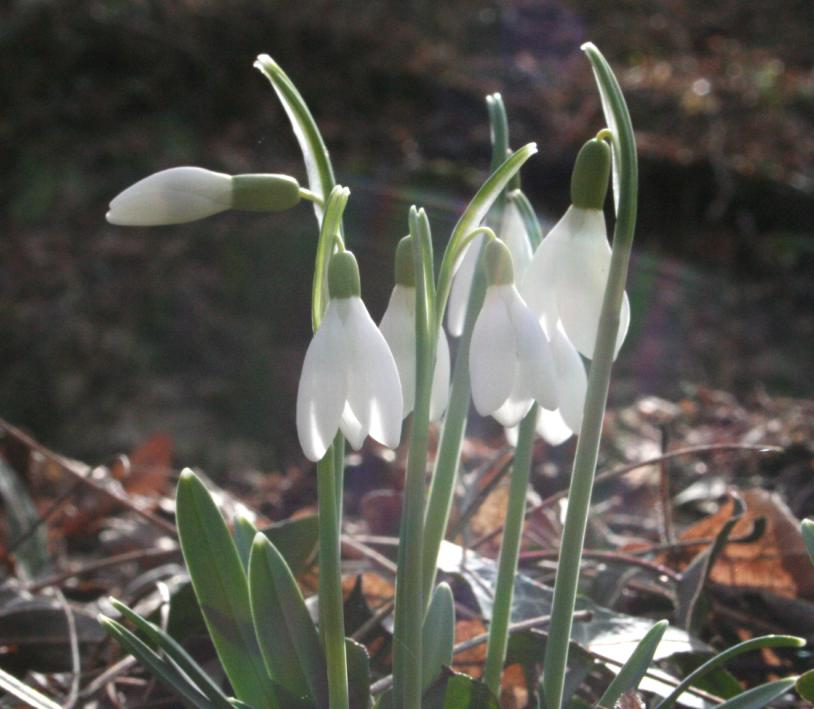
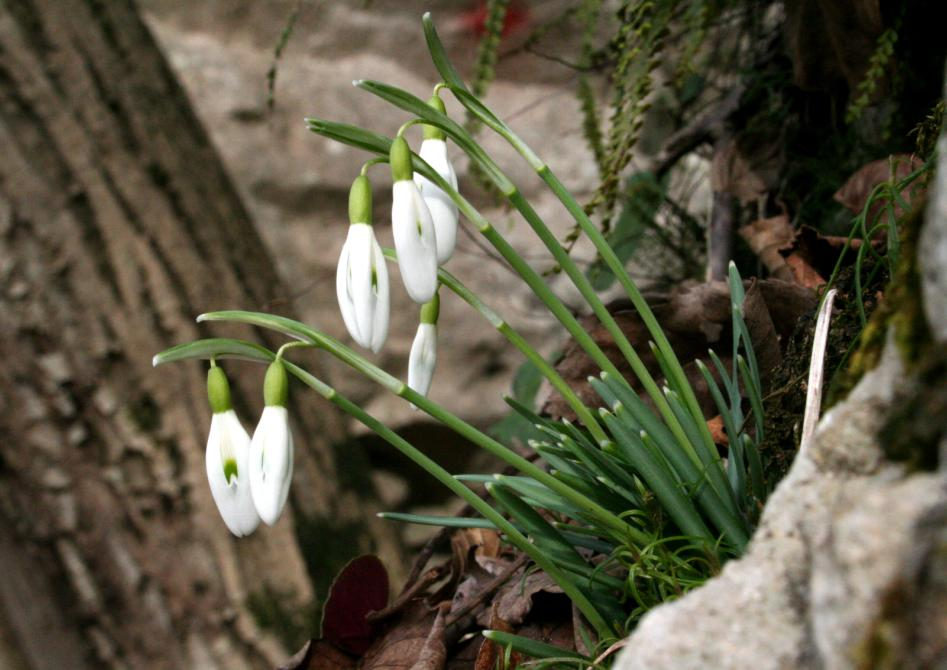
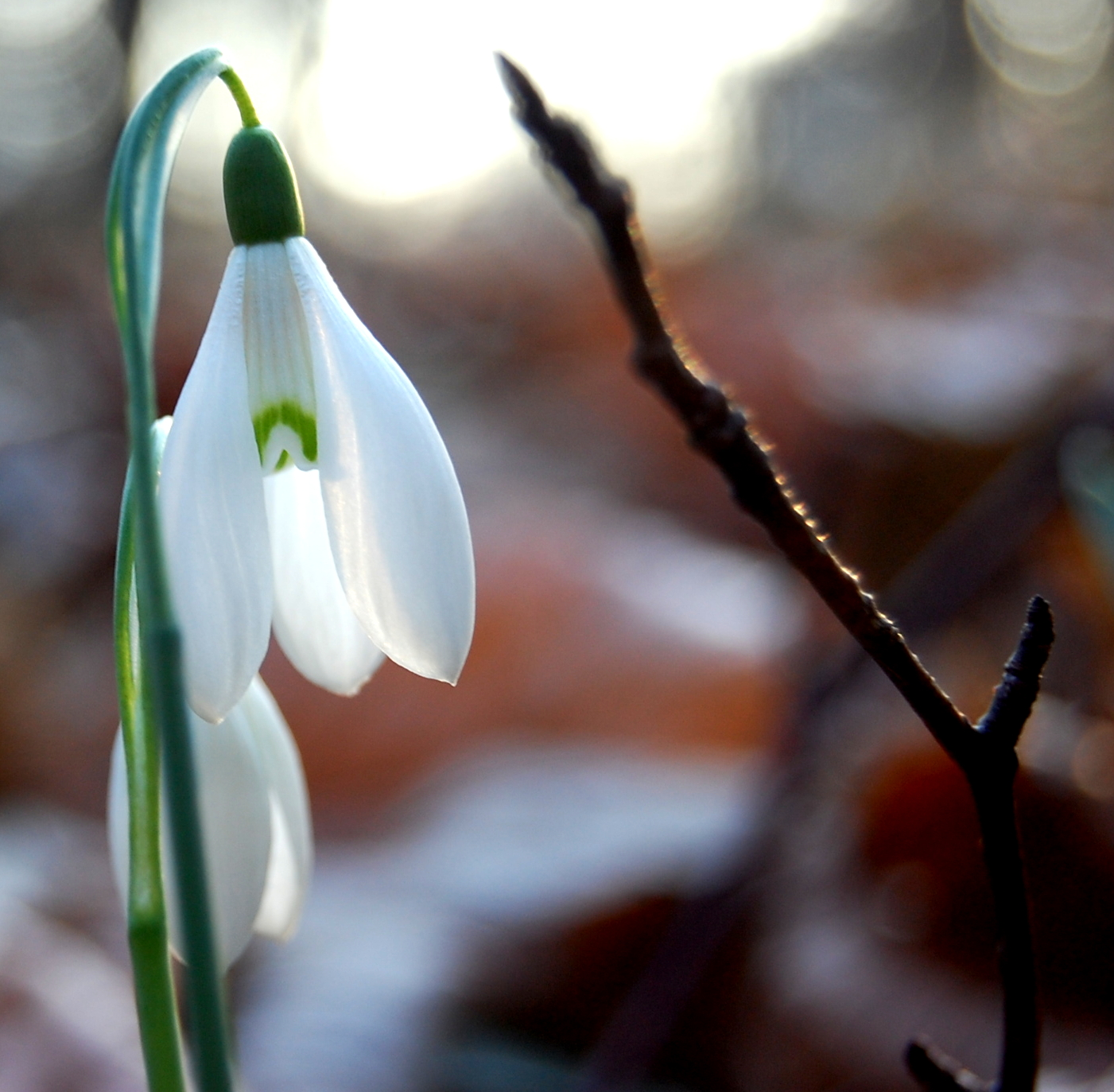
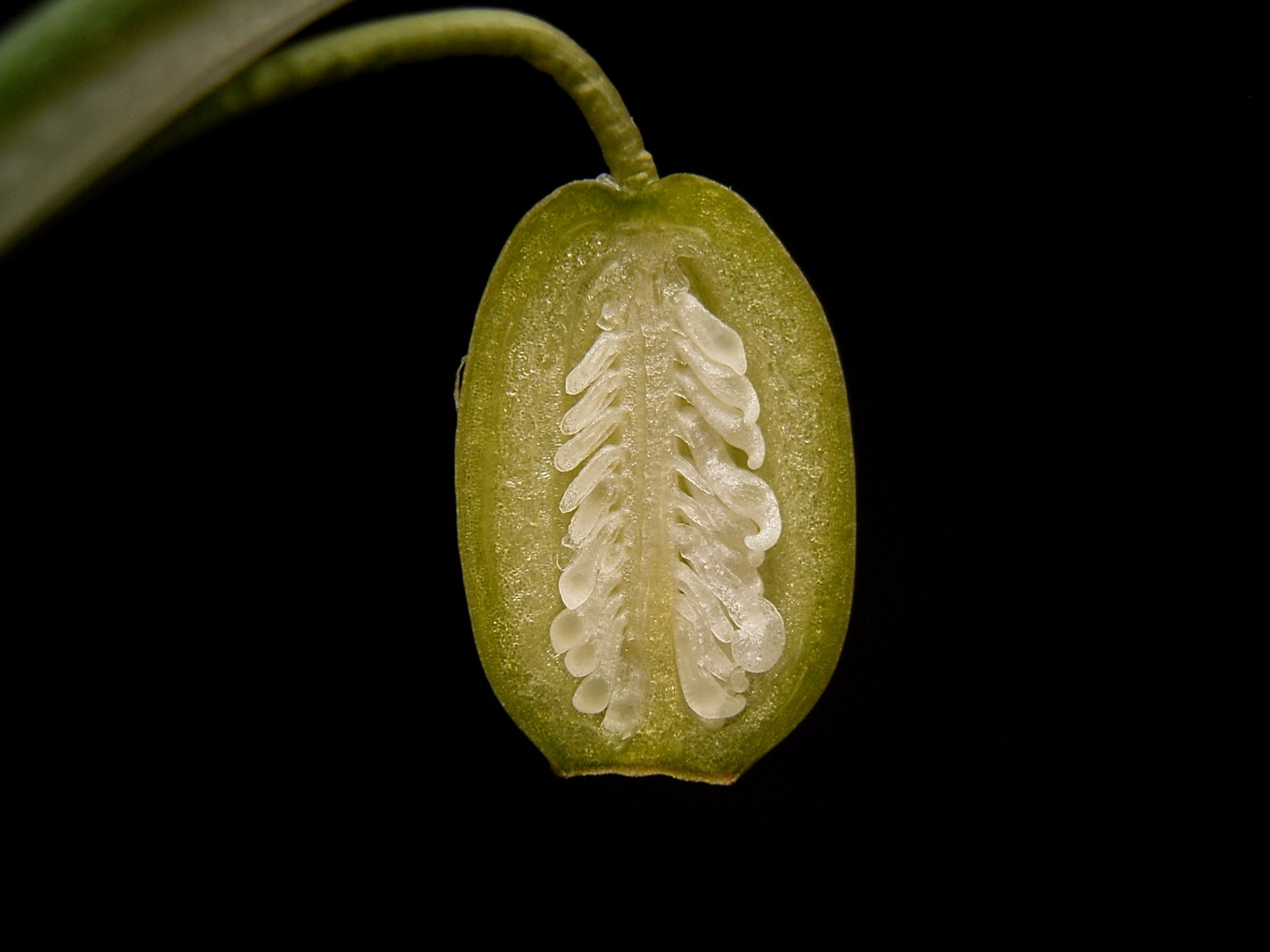
I semi e il frutto
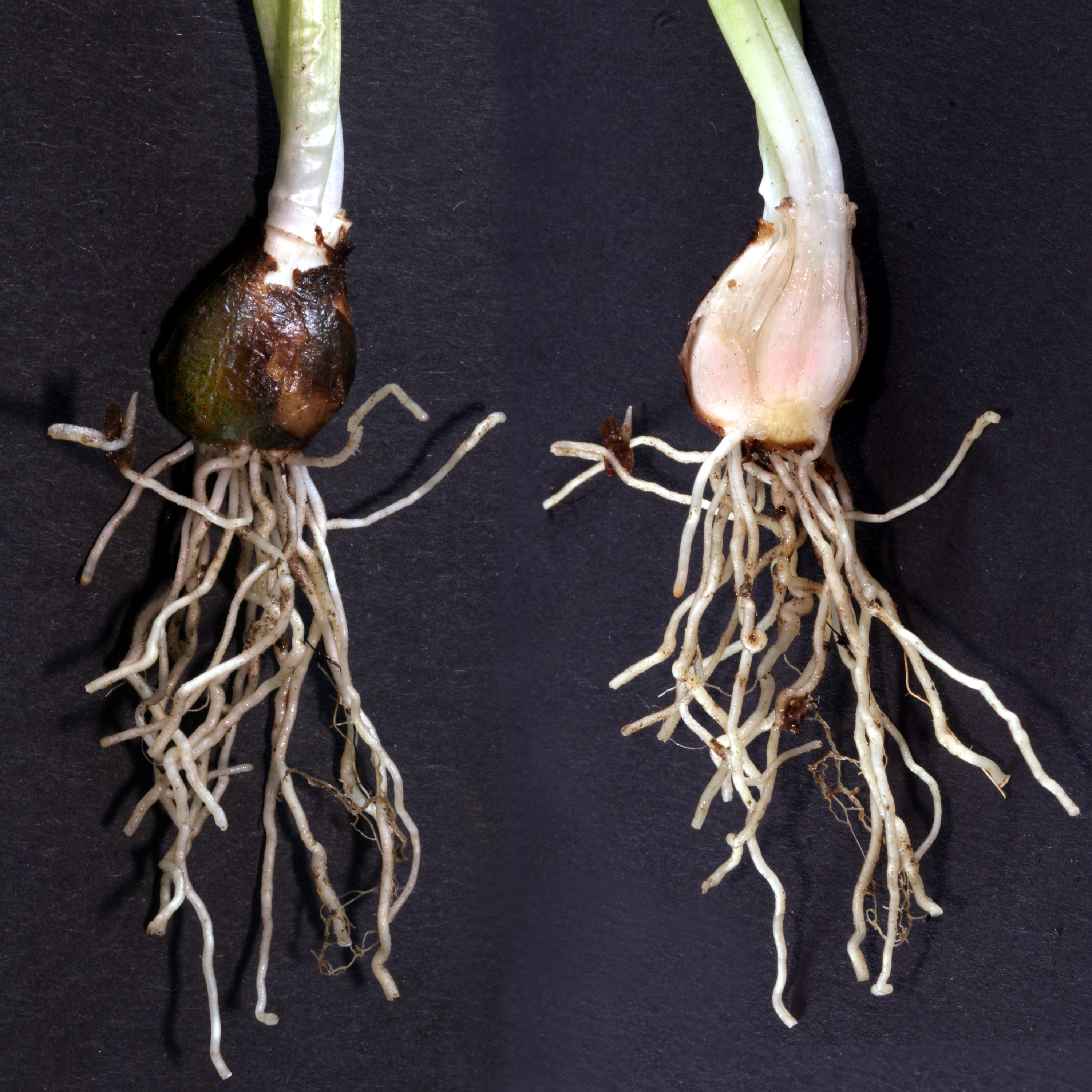
Il bulbo